# Roodrugelfje
Het roodrugelfje (Malurus melanocephalus) is een zangvogel uit de familie Maluridae (elfjes).

## Kenmerken
Het roodrugelfje wordt ongeveer 10 tot 13 cm lang.

## Leefwijze
De vogels zijn vaak te vinden in kleine groepen, eten op de grond zaden, insecten en ongewervelde dieren. Ze trekken van streek naar streek, of blijven op een plek, afhankelijk van de voedselvoorraad.

## Voortplanting
Deze in groepen levende vogels bouwen een overdekt nest van gras en spinrag, aan de binnenkant afgewerkt met veertjes en zaadpluis. Het legsel bestaat uit 2 tot 4 witachtige, gespikkelde eieren, die 12 tot 15 dagen worden bebroed. De jongen verlaten na 10 tot 12 dagen het nest.
Opmerkelijk in het gedrag is het feit dat elfjes enerzijds sociaal monogaam zijn, omdat zij een vaste levenspartner kiezen, terwijl beide partners tegelijkertijd ook promiscue gedrag vertonen.

## Verspreiding
Deze soort komt voor in noordelijk en oostelijk Australië van hoge graslanden tot plantages en tuinen. Er zijn twee ondersoorten:
- M. m. cruentatus: noordelijk Australië.
- M. m. melanocephalus: oostelijk Australië.

## Status
Het is een algemene vogel met een groot verspreidingsgebied. Om deze redenen staat het roodrugelfje als niet bedreigd op de Rode Lijst van de IUCN.